# Verbundbau

Prinzip eines Verbundträgers

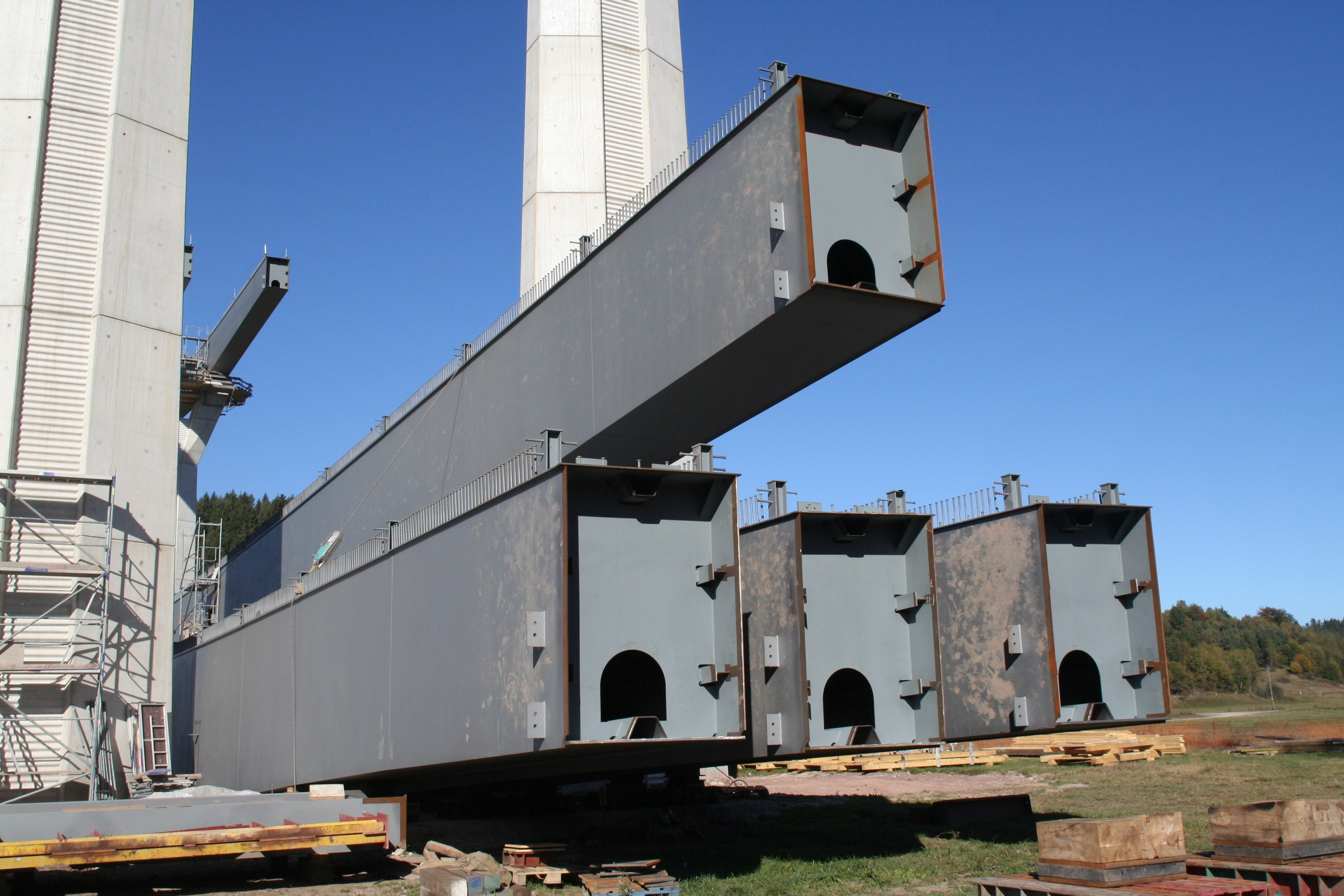
Stahlverbundträger mit Kopfbolzen (Talbrücke Schleuse A73)

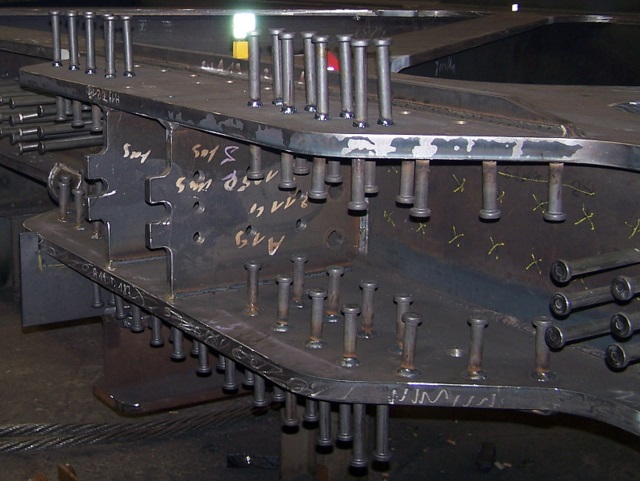
Kopfbolzen bei einer Eisenbahnbrücke im Verbundbau (Fachwerk)

Beim Verbundbau oder der Verbundbauweise werden Bauteile aus verschiedenen Materialien durch Verbindungsmittel an einer Verbundfuge formschlüssig miteinander verbunden.
Davon zu unterscheiden sind Verbundwerkstoffe, bei denen die verschiedene Materialien in kleinerem Maßstab miteinander verbunden und oft auch ungeordnet miteinander vermengt werden. Die Verbindung basiert nicht unbedingt nur auf Formschluss, sondern oft auch auf Adhäsion.
So ist etwa Stahlbeton ein Verbundwerkstoff, bei dem vergleichsweise feingliedrige Bewehrungsstäbe vollständig vom gegossenen Beton als Matrix umschlossen sind.  Die gewöhnliche Stahlbetonbauweise würde jedoch nicht als Verbundbauweise bezeichnet, da die miteinander verbundenen Materialien Stahl und Beton beim fertigen Produkt nicht mehr ablesbar sind.
Typische Verbundbauweisen sind
- der Holz-Beton-Verbundbau, bei dem tragende Holzbalken durch spezielle Stahlnägel oder gelochte, eingeklebte Stahlbleche mit einer Betondecke verbunden werden,
- der Textilverbundbau, auch als Membranbau bezeichnet, bei dem textile Flächengebilde durch Stabtragwerke gehalten (und teilweise auch durch Luft stabilisiert) werden, sowie
- der Stahlverbundbau bestehend aus Stahlbeton und Stahl, mit dem sich dieser Artikel befasst.

## Stahlverbundbau
Im Stahlverbundbau werden die Stahlprofile mit Stahlbeton-Elementen in der Verbundfuge durch Kopfbolzendübel oder andere Stahlelemente verbunden, um eine gemeinsame Tragwirkung (Verbundwirkung) zu erreichen. So können die Eigenschaften beider Baustoffe optimal ausgenutzt werden. Stahl kann mit sehr hohen Zugspannung belastet werden, während der große Querschnitt des vergleichsweise kostengünstigen Betons die Druckkräfte aufnimmt. Die Verbund-Bauweise ist im Vergleich mit reinen Stahl- oder Betonbauten wirtschaftlich und konstruktiv vorteilhaft.
Der Stahlverbundbau ist insofern als Alternative zu Bauteilen aus Stahlbeton und Spannbeton anzusehen, bei denen der Beton mit dem Stahl in Form einer Bewehrung verbunden wird.
Angewandt wird der Verbundbau bei Bauwerken des Hoch-, Industrie- und Brückenbaus für Träger, Stützen und Decken. Die Bauteile können entweder vorgefertigt oder wie bei Walzträger-in-Beton-Brücken durch das Aufbringen von Beton auf die zuvor verlegten Stahlträgern vor Ort hergestellt werden.

## Merkmale
Die Vorteile der Stahlverbundbauweise sind verglichen mit Betonkonstruktionen:
- schlankere Konstruktionen mit größeren Spannweiten
- Vorfertigung möglich (kürzere Bauzeit)
- geringeres Eigengewicht

und verglichen mit reinen Stahlbauwerken:
- kostengünstiger
- erhöhter Feuerwiderstand
- erhöhter Schallschutz
- größere Wärmespeicherkapazität

## Normen und Standards
- Eurocode 4 – Verbundbau
- DIN 18800-5 – Stahlbauten, Verbundtragwerke aus Stahl und Beton, Bemessung und Konstruktion